# Bansberia
Bansberia (o Bansbaria) è una suddivisione dell'India, classificata come municipality, di 104.453 abitanti, situata nel distretto di Hooghly, nello stato federato del Bengala Occidentale. In base al numero di abitanti la città rientra nella classe I (da 100.000 persone in su).

## Geografia fisica
La città è situata a 22° 58' 19 N e 88° 23' 58 E e ha un'altitudine di 1 m s.l.m..

## Società

### Evoluzione demografica
Al censimento del 2001 la popolazione di Bansberia assommava a 104.453 persone, delle quali 55.403 maschi e 49.050 femmine. I bambini di età inferiore o uguale ai sei anni assommavano a 10.306, dei quali 5.308 maschi e 4.998 femmine. Infine, coloro che erano in grado di saper almeno leggere e scrivere erano 74.611, dei quali 42.910 maschi e 31.701 femmine.